# Rhotia
Rhotia è una circoscrizione rurale (rural ward) della Tanzania situata nel distretto di Karatu, regione di Arusha. Conta una popolazione di 24 268 abitanti (censimento 2012).